# 浪漫勇士
浪漫勇士（英語：Romantic Warrior），常簡稱為浪勇，是一匹在香港受訓練的賽駒，亦曾遠征至澳洲、日本、杜拜和沙地阿拉伯出賽，為2021/2022馬季最大進步馬匹、最佳四歲馬和最佳中距離馬、2022/2023馬季最佳中距離馬、2023/2024馬季最佳中距離馬、最受歡迎馬匹和香港馬王，以及2024/2025馬季最佳中距離馬和最受歡迎馬匹。來港後練馬師是沈集成。
「浪漫勇士」為史上首匹連續三年勝出女皇盃及香港盃的賽駒，史上首匹單季全勝香港所有2000米國際一級賽的賽駒，亦為首匹在同季度勝出香港盃及女皇盃的賽駒，更是香港盃改制後的紀錄時間保持者。競賽生涯中十勝國際一級賽，曾分別遠征澳洲、日本和杜拜勝出國際一級賽覺士盾、安田紀念賽和傑貝哈特錦標，遂使其成為香港賽馬史上繼「友瑩格」後第二匹一季於三地勝出國際一級賽的賽駒，更成為第一匹能於四地勝出國際一級賽的賽駒。同時，成為繼「美麗傳承」及「金鎗六十」後香港賽馬史上第三匹獎金突破1億港元大關的賽駒，更於2024年香港盃後累積獎金超越「金鎗六十」成為「世界獎金王」。也是繼「爪皇凌雨」和「威爾頓」後香港賽馬史上第三匹完成香港2000米國際一級賽大滿貫（香港金盃、女皇盃及香港盃）的賽駒。此外，「浪漫勇士」亦為香港賽馬史上第一匹能於單季內勝出五場國際一級賽的賽駒。

## 經歷
出生於愛爾蘭的「浪漫勇士」出自父系「勝利喝采」，服役時勝出過二級賽戴雅登錦標。母系Folk Melody則出自知名大種馬「街頭口號」，於兩歲時曾勝出頭馬。
「浪漫勇士」於2019年由馬會經成為馬販的靳能在達德素十月週歲馬拍賣會購入，當時馬會以三十萬堅尼購入此駒。其後於2021年的香港國際馬匹拍賣會中，「浪漫勇士」被日本城創辦人劉栢輝先生以四百八十萬港元投得，為當日第二高價的馬匹。。其後劉栢輝以自己「浪漫」系的冠名及自己性格大膽勇敢的描述而將馬匹命名為「浪漫勇士」，並交由與自己關係不錯、在拍賣會中一手相中並說服馬主競投此駒的沈集成訓練。

### 2021/2022賽季
2021年10月20日，評分52分的「浪漫勇士」於香港首次出賽，於跑馬地馬場出戰第四班1200米，在莫雷拉跨下一出即勝，打開其在港的勝利之門，之後於11月24日再次角逐同班同程仍然輕鬆取勝。其後12月至1月「浪漫勇士」轉戰沙田，即使兩戰內需要面對升班及增程，但馬匹仍然繼續於莫雷拉跨下達成四連勝，亦順利取得四歲馬經典賽事系列的參賽資格。惟莫雷拉決定下仗策騎「喜譽寶」，於是「浪漫勇士」就被換上田泰安出戰香港經典一哩賽。
結果由田泰安策騎下，「浪漫勇士」出戰2022年1月30日的香港經典一哩賽，遇到另一熱門馬「加州星球」不斷領放，不過「浪漫勇士」到最後直路成功追趕「加州星球」而勝出賽事，當時「浪漫勇士」已經五戰全勝，田泰安表示「浪漫勇士」是匹討人喜愛的好馬，當坐騎望空後，牠即能奮力衝刺，以其表現看其前景應該十分理想。練馬師沈集成也盛讚「浪漫勇士」是匹相當容易駕馭的馬，鬥心亦強，當牠取得領先後，便會力求爭勝。「浪漫勇士」隨後繼續夥拍田泰安出戰2月27日的四歲馬經典賽事系列的次關香港經典盃，但陣上田泰安因為於最後彎道選擇把馬匹移出大外作最後衝刺，結果追逐不及取得第四名，首嚐敗仗滋味，而勝出該場賽事的正是「加州星球」。
賽後沈集成表示「浪漫勇士」仍然會由田泰安策騎出戰3月20日的香港打吡大賽，結果打吡當天雙雙成為熱門的「浪漫勇士」和「加州星球」於直路上鬥得難分難解，最後「浪漫勇士」以頭位擊敗「加州星球」奪魁，成為打吡盟主。亦是田泰安和沈集成從騎及從練的首個打吡殊榮。賽後田泰安表示因為上年策騎「將王」時，僅僅以頭位之差失去打吡的冠軍，所以今年可以藉「浪漫勇士」勝出打吡是一場非常重要的勝仗，亦指出在香港的賽馬，必須從錯誤中學習，方可走得更遠。沈集成賽後亦說「浪漫勇士」今場能揚威打吡確是實至名歸，馬匹十分忠心而且演出相當穩定，田泰安今場亦有上佳發揮，令他感覺相當高興。
打吡過後，「浪漫勇士」便乘勝追擊參加4月24日的富衛保險女皇盃，雖然當屆被稱為「浪漫勇士」及應屆香港金盃得主「將王」之間的對決，但結果是「浪漫勇士」拋離主馬群兩個馬位，完全不把對手當成一回事而勝出女皇盃。賽後，「浪漫勇士」的本地評分被評磅員大幅增加至122分。於季終的冠軍人馬獎中，「浪漫勇士」五個月內的評分已經由出道時的52分增至122分，結果成爲該年度的最大進步馬匹，亦因為同季勝出香港打吡大賽及女皇盃，而成爲該年度的最佳中距離馬及最佳四歲馬。

### 2022/2023賽季
由於田泰安於季初受到甲狀腺病患滋擾，不接受任何策騎聘約，因此「浪漫勇士」於需要另行尋找騎師代勞。結果幕後團隊決定高價聘請當年的全球最佳騎師麥道朗策騎「浪漫勇士」，出戰馬會盃及香港盃，但田泰安在香港國際賽事復出出戰香港盃並策騎韋達馬房「玖寶」主宰。

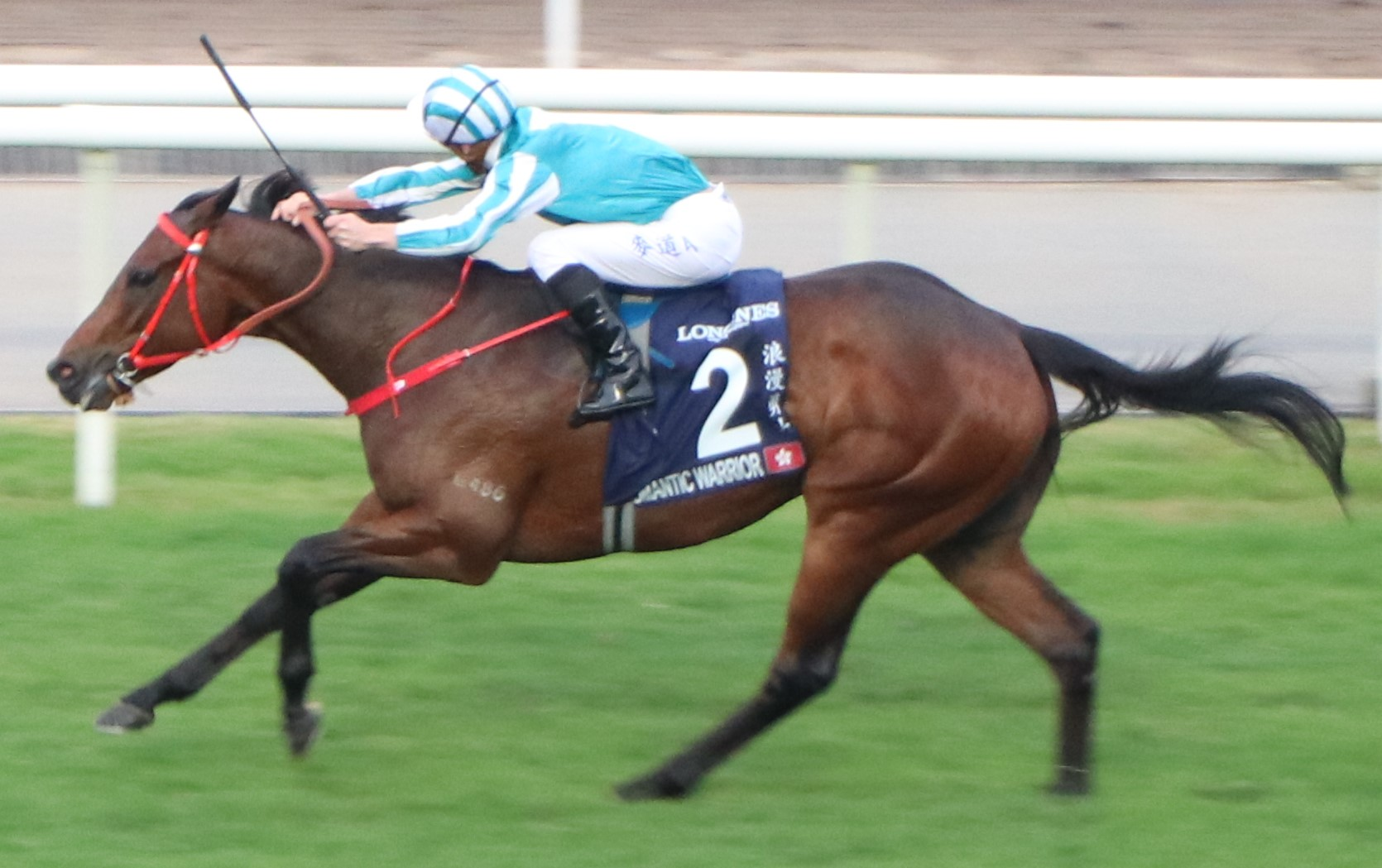
「浪漫勇士」勝出2022年香港盃

於11月20日，季內初出的「浪漫勇士」首次配上麥道朗策騎出戰馬會盃，結果人馬一拍即合以1:59.23破沙田馬場2000米紀錄時間順利勝出。隨後於12月11日的正本戲香港盃，雖然首次面對海外對手，但「浪漫勇士」於賽事中真正顯現自己的強大力量，在麥道朗策騎下，以無敵的姿態將馬群遠遠拋離，大勝四個馬位勝出，麥道朗甚至於衝過終點時手指向天大舉慶祝。賽後麥道朗表示「浪漫勇士」有多方面的優點，可於陣上任何位置競賽。今天由出閘到終點都是完美，足以媲美他以前策騎過的所有良駒。沈集成亦說「浪漫勇士」本身的信心是愈來愈強，競跑時十分集中。回憶上仗馬會盃後麥道朗已經表示：「如果你未來再需要我去策騎他，我在地球任何一個角落都會趕過來。」，足以證明麥道朗對「浪漫勇士」的信心極大，而他的馬房團隊也功不可抹。
香港盃過後，馬主劉柏輝表示「浪漫勇士」的目標是成為三冠馬王，即是出戰董事盃，香港金盃及香港冠軍暨遮打盃。首先於1月29日的首關董事盃，「浪漫勇士」需要和香港馬王「金鎗六十」，以及老對手「加州星球」，該次董事盃亦被稱為「世紀之戰」，由於田泰安已經從甲狀腺病患中痊癒，因此馬匹再次交由田泰安策騎。在該仗，「浪漫勇士」於直路與「加州星球」及「金鎗六十」龍爭虎鬥，最後輸給了「金鎗六十」強烈的後勁而得第二名。無法實現三冠馬王的美夢。
其後「浪漫勇士」雖然馬匹有輕微發燒的病症，但繼續出戰三冠次關香港金盃，再次對上「金鎗六十」，由於2000米是「浪漫勇士」的首本路程，所以幕後信心極大，但結果賽事途中，到最後直路前，田泰安在600米處已經急不及待指示「浪漫勇士」加速，於最後直路一度透出後，最終還是輸給「金鎗六十」而得再次第二名。
由於田泰安已經屢次策騎作出錯誤的決定，最終幕後決定棄用田泰安，正式將「浪漫勇士」的策騎權全盤交給麥道朗為新一任主戰騎師。

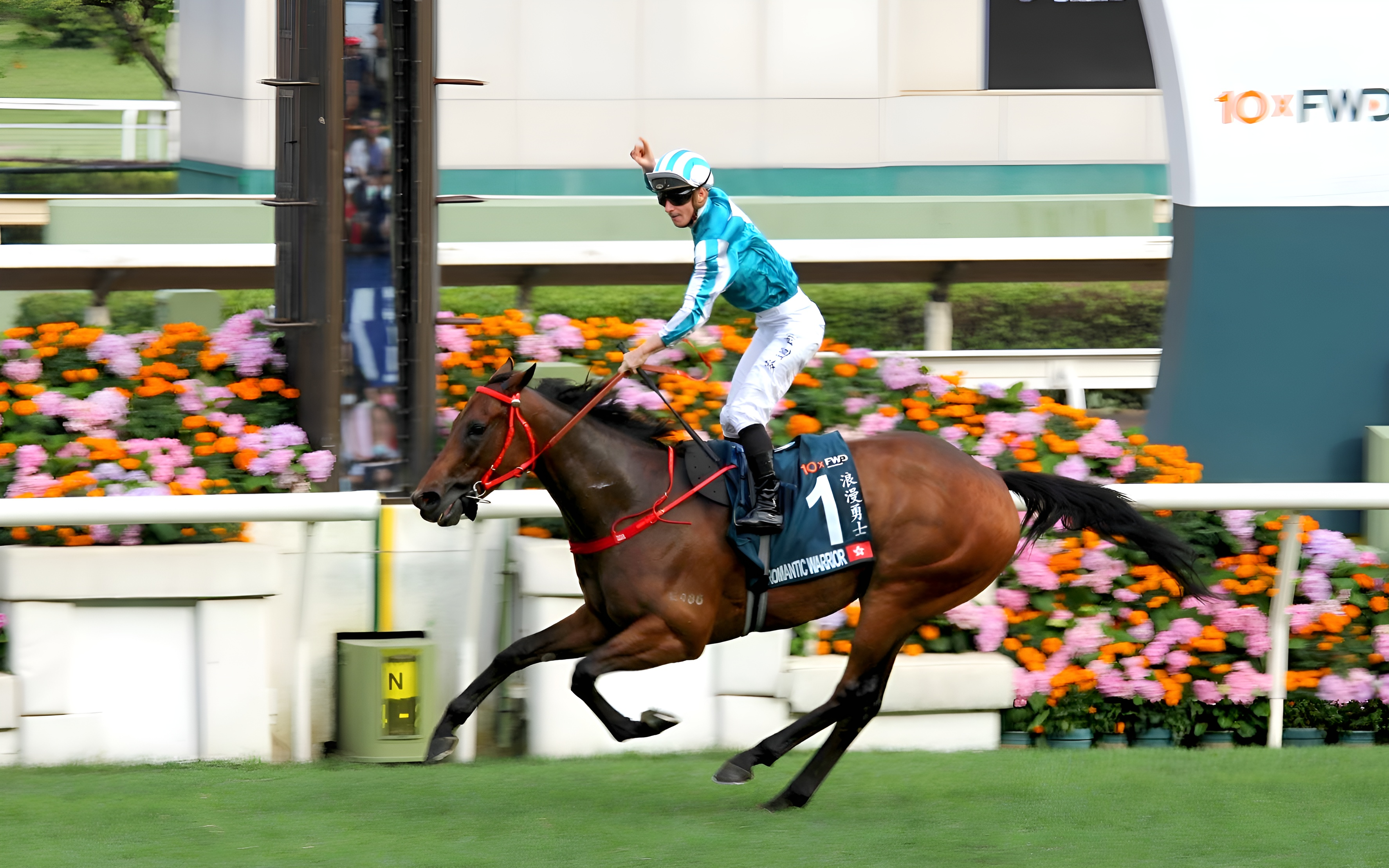
「浪漫勇士」勝出2023年女皇盃

「浪漫勇士」其後以衛冕富衛保險女皇盃作為下一個目標，鞍上人改為正式接管策騎權的麥道朗，今次亦是「浪漫勇士」首次與來自日本，之後會多次同場角逐的「先見」交戰。結果在同場只有6匹對手的情況下，「浪漫勇士」再次展現出強勁的實力，拋離主馬群兩個馬位成功衛冕，成為繼「榮進寶蹄」之後第二匹蟬聯女皇盃的馬匹。勝出女皇盃後，幕後一度傳出10月會參加日本秋季天皇賞或者澳洲覺士盾的計劃，但季內會參加香港冠軍暨遮打盃作為季內最後一戰。
參加香港冠軍暨遮打盃亦代表「浪漫勇士」首次增程至2400米，而鞍上人由麥道朗改為潘頓，原因是因為潘頓平常於麥道朗不在香港的時候會幫忙主理「浪漫勇士」的訓練，所以沈集成決定給潘頓一個機會策騎。於5月26號當日，「浪漫勇士」成為了1.2倍的大熱門，比賽時居然全程領放，一反往常跑法，結果領放到最後五十米敵不過上屆冠軍「將王」的衝刺而屈居亞軍，成就了於香港三冠大賽均取下亞軍的另類創舉。
其後「浪漫勇士」於當季香港賽馬會冠軍人馬獎頒獎典禮上再次獲封「最佳中距離馬」獎項，馬主劉栢輝先生領獎時，於頒獎典禮上取下承諾，表示「浪漫勇士」會鐵定於10月遠征澳洲參加覺士盾，消息一出馬上引起極大徊響，同時亦意味原定參加秋季天皇賞的計劃已經改為參加覺士盾。

### 2023/2024賽季
「浪漫勇士」表明出戰覺士盾之後，馬匹於暑假短暫休息後，便恢復操練準備遠征澳洲，期間馬匹克服隔離檢疫，三次全身斷層掃描，以及食料的問題，最後「浪漫勇士」於九月與同主馬「浪漫風采」一同前往澳洲。沈集成與麥道朗商量過後，決定出戰覺士盾之前，先出戰費明頓馬場的東寶錦標作熱身戰。隨後「浪漫勇士」按照計劃夥拍麥道朗出戰東寶錦標，由於是季內首戰而且馬匹尚未適應水土，最後直路上輕描淡寫取得第四名，沈集成於賽後表示：「我一向視覺士盾為終極目標，我不能說我對牠今仗演出感到高興，但我亦不感到失望。」

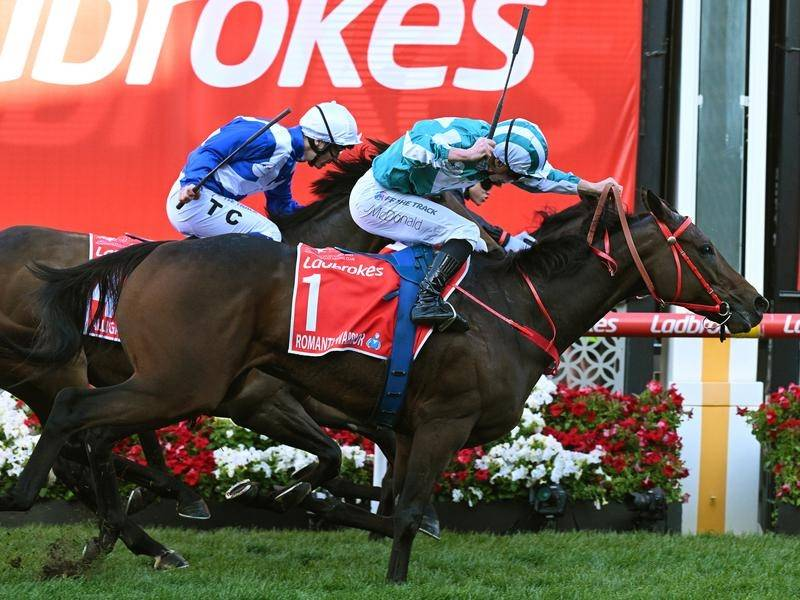
「浪漫勇士」勝出2023年覺士盾

三星期後的10月28日，「浪漫勇士」於滿利谷馬場出戰一級賽覺士盾，雖然於東寶錦標只得第四，但馬匹仍然成為賽事的大熱門。比賽時，於七檔起步的「浪漫勇士」出閘後迅速守於馬群的第三四位，於轉直路彎時方逐步移出外疊及望空衝刺，同時於內欄的「樂觀派」沿欄推進，但「浪漫勇士」仍有餘勁，再度加速並與「樂觀派」一同衝線，衝線後一度需要照片判定勝負，最後「浪漫勇士」以一個鼻位之差領先「樂觀派」，成為香港首匹勝出覺士盾的賽駒，寫下香港賽馬歷史新一章。賽後麥道朗心情非常激動，表示一度以為輸了，但最後仍然以微小之差勝出，使他振臂高呼慶祝。沈集成於賽後亦顯得十分興奮，更一度語塞，表示「浪漫勇士」今次成功克服了所有挑戰及難關，為他帶來了這場意義重大的勝仗，先後多謝馬主劉栢輝先生，麥道朗以及馬房團隊，更特別多謝他已故的恩師愛倫先生，表示是愛倫教授他一切有關馬匹到海外遠征的知識，沒有他也沒有今天的勝仗。沈集成最後向天上說出："Thank you boss!"，將這場覺士盾的勝利獻給愛倫。
覺士盾過後，「浪漫勇士」返回香港，由於擔心馬匹的體力問題，所以決定不作任何熱身，直接出戰香港盃，並務求蟬聯這場賽事。於12月10日，麥道朗策騎「浪漫勇士」出戰香港盃，馬匹再次於七檔起步，沿途走勢順利，最後於直路上力拒達德素金盃得主「盧森堡」，以短馬頭位之差成功蟬聯香港盃，成為繼「加州萬里」之後史上第二匹蟬聯香港盃的馬匹。

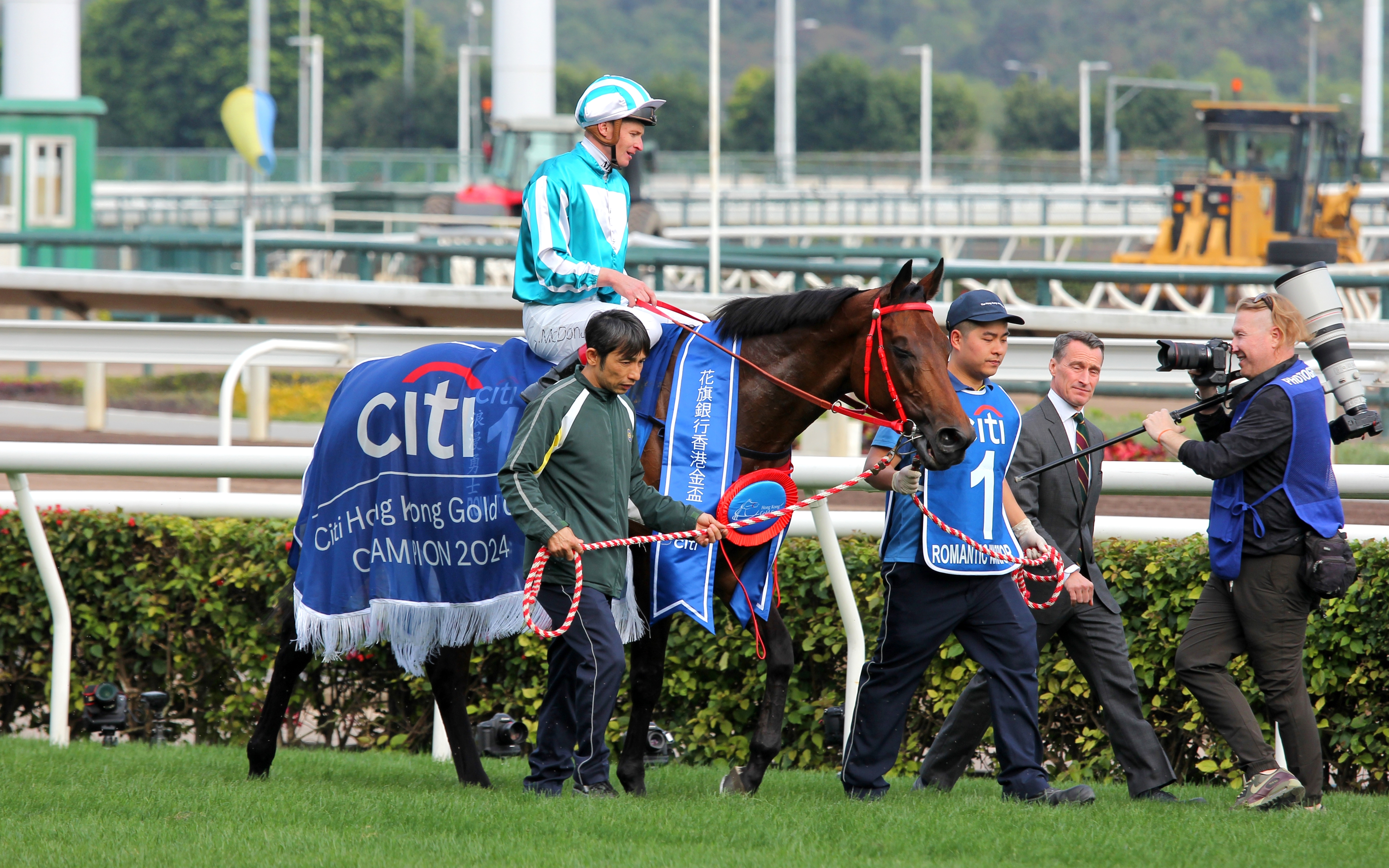
「浪漫勇士」勝出2024年香港金盃

隨後經過兩個月的休息，「浪漫勇士」出戰三冠大賽次關香港金盃，最後力壓董事盃得主「遨遊氣泡」，以頸位之差勝出香港金盃，成為繼「爪皇凌雨」及「威爾頓」之後史上第三匹完成香港2000米一級賽大滿貫（香港金盃、女皇盃及香港盃）的馬匹。

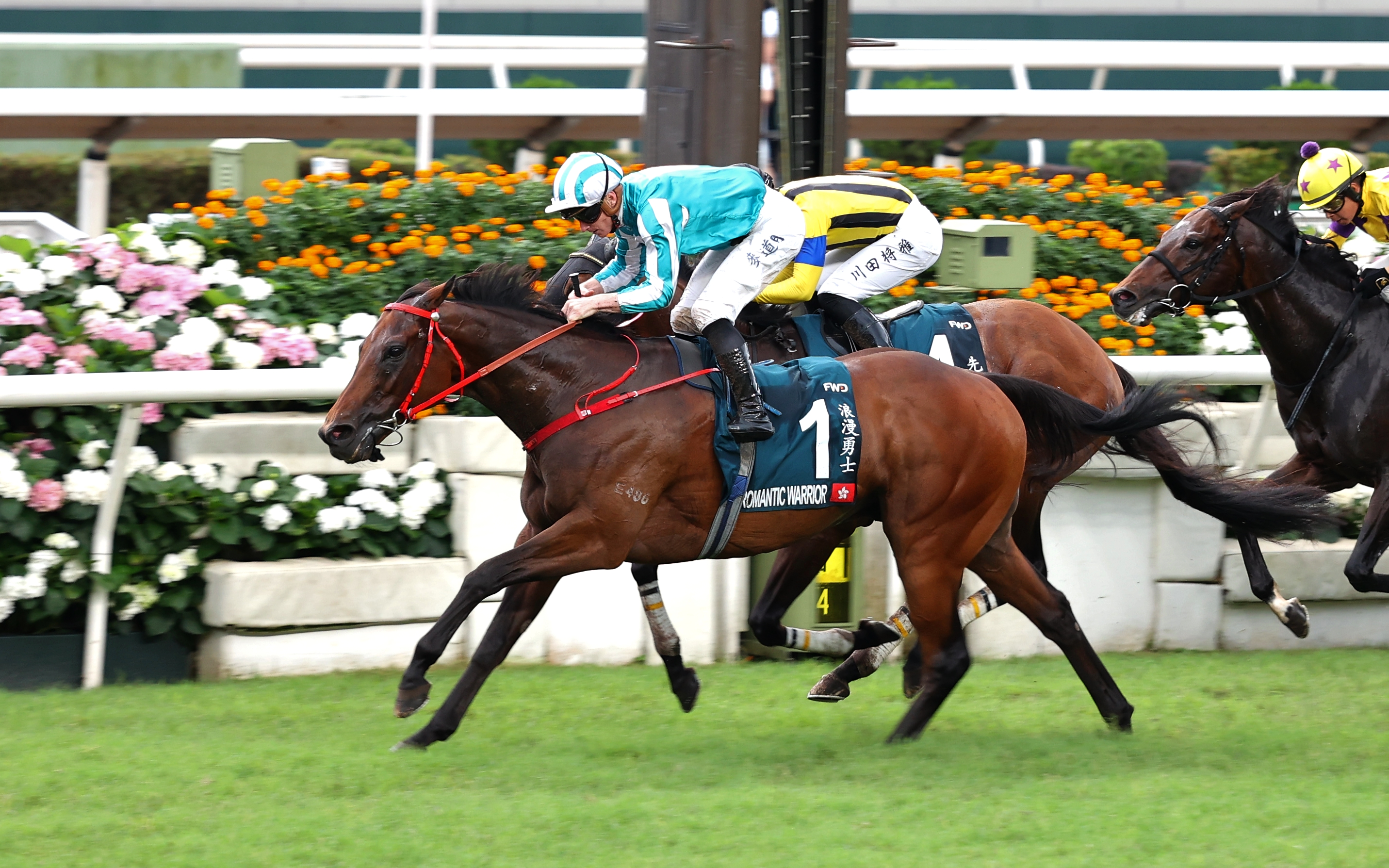
「浪漫勇士」勝出2024年女皇盃

於香港金盃過後，練馬師沈集成再次傳出「浪漫勇士」於季尾遠征的消息，並指出非常有機會出戰日本的賽事，最後表示會參加於6月舉行的1600米一級賽安田紀念賽。於4月28日，「浪漫勇士」於參加安田紀念之前出戰女皇盃，當日場地雖然偏軟，但無阻馬匹再次於大外檔追趕，打破「榮進寶蹄」連勝的紀錄，而達成女皇盃三連霸，老對手「先見」則再次負於「浪漫勇士」而得亞軍。

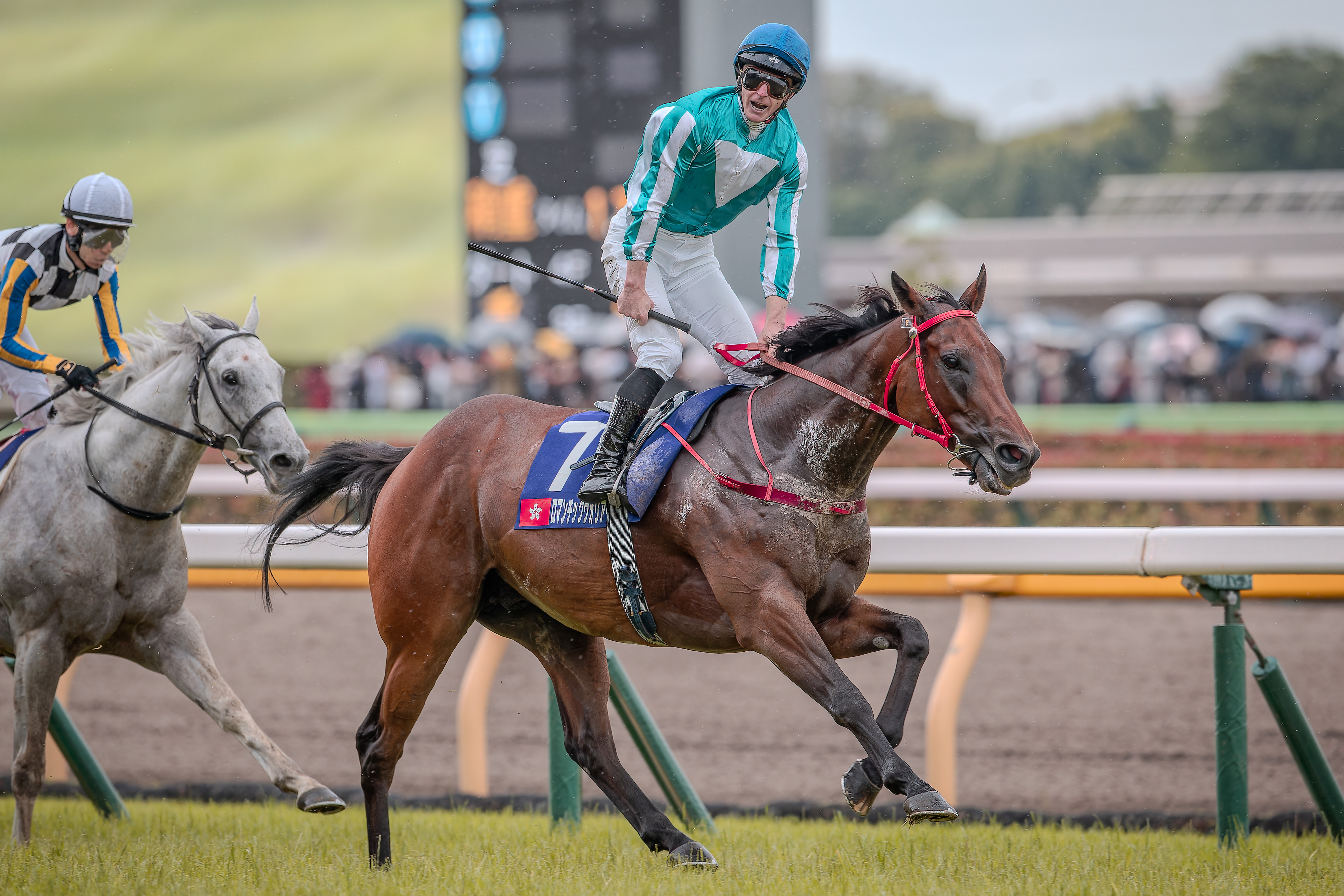
「浪漫勇士」勝出2024年安田紀念賽

按照計劃，「浪漫勇士」再次踏上遠征的道路，於5月開始隔離檢疫，隨後與「浪漫風采」以及另一匹香港代表「遨遊氣泡」前往日本準備參加安田紀念賽。馬匹到埗後，狀態比遠征澳洲還要好，成為香港及日本兩地的大熱門。於6月2日，「浪漫勇士」夥拍麥道朗出戰於東京競馬場舉行的安田紀念賽，當日場地狀況不佳，而且馬匹需要應付東京競馬場上斜的長直路，但馬匹於直路出頭後一路佔先，最後以半個馬身力拒日本的代表「匯兩川」及「神志勇進」，成為繼「靚蝦王」及「牛精福星」之後，史上第三匹勝出安田紀念賽的香港賽駒。賽後，練馬師沈集成顯得非常興奮，因為當年由他恩師愛倫訓練的「靚蝦王」勝出安田紀念時，正正是由當時仍為副練馬師的他負責領隊，如今相隔24年，可以再次以練馬師身份帶領「浪漫勇士」勝出安田紀念，意義非凡。
最後於當季香港賽馬會冠軍人馬獎頒獎典禮上，「浪漫勇士」以一季內分別於香港、澳洲及日本三地勝出一級賽的優異賽績，獲封「香港馬王」，並連續第三年獲頒「最佳中距離馬」獎項。。此外亦於日本中央競馬會舉辦的2024年度JRA賞中，「浪漫勇士」於最佳一哩馬類別中獲得66票。雖然不敵神志勇進，但仍為獲得最多票數的非日本訓練馬匹。

### 2024/2025賽季
季內初出的「浪漫勇士」再次配上麥道朗出戰11月17日馬會盃，再次以1.59.70收韁姿態大勝4-1/4馬位。隨後由於馬主傾向在香港盃後遠征杜拜，馬房團隊於賽後翌日為「浪漫勇士」接種疫苗。三星期後的12月8日，即使馬匹遇上日本三冠馬后「自由島」及上屆日本打吡冠軍「鍵琴高奏」的挑戰，仍能以1-1/2馬位勝出，創造歷史三勝香港盃及打破「金鎗六十」的總獎金紀錄。

#### 中東遠征之旅
勝出香港盃後，練馬師沈集成決定讓「浪漫勇士」征戰中東，包括沙特盃。由於香港與沙地阿拉伯之間尚未達成馬匹檢疫協議，當時由往返兩地，需要兩個月隔離。當初征戰中東計劃為美丹馬場麥通挑戰賽，第二戰為沙特盃，最後是杜拜世界盃。不過沈集成與馬主一方反覆相討後，最終改為第一戰參加傑貝哈特錦標，最後出戰杜拜草地大賽。
同主退役馬「浪漫風采」伴隨「浪漫勇士」於2024年12月17日搭乘專機前往杜拜操練，讓「浪漫勇士」為參加傑貝哈特錦標作最後準備，抵達後的「浪漫勇士」在當地適應良好，練馬師沈集成及騎師麥道朗更形容馬匹猶如在當地度假，十分享受，最終「浪漫勇士」於2025年1月24日的賽事中，以1:45.10的完成時間勝出並打破美丹馬場的草地1800米場地紀錄時間。
其後，「浪漫勇士」於同年2月22日出戰沙特盃，練馬師沈集成決定讓浪漫勇士使用香港賽馬會賽規禁用的抓地蹄鐵。「浪漫勇士」於賽事當日成為了全球匯合彩池賠率大熱。浪漫勇士守在前方位置，但由於被前領馬踢中泥頭，麥道朗決定於轉彎前，走出五疊，轉入直路後一度領先，不過最後200米被日本馬「青春永駐」開始追上，並於終點前以頸位反先「浪漫勇士」。兩匹馬雙雙拋離跑獲第三名的前杜拜世界盃冠軍「盈寶奇嶽」超過10個馬位。
最後，「浪漫勇士」於同年4月5日出戰杜拜草地大賽，起步後留守前方位置，轉入直路後很輕鬆把前領的「名將田原」追過，最後被「神志勇進」咬緊，結果終點前影相分勝負時「浪漫勇士」以百分之一個馬位不敵「神志勇進」跑獲亞軍。
杜拜草地大賽後「浪漫勇士」直接休養，4月21日已經返回香港，馬會原定於5月25日沙田馬場「渣打冠軍暨遮打盃」期間為其舉行榮歸歡迎儀式，但5月16日，馬會獸醫為「浪漫勇士」進行了主動進取的檢查，包括對馬匹的一雙前腿進行電腦斷層掃描（CT）及磁力共振掃描（MRI）檢查，發現牠其中一個關節出現一些潛在變化，基於這種保障馬匹福祉的系統化檢查方式，當天的歡迎儀式被迫取消。2025年5月28日，「浪漫勇士」就左前腿接受一項獸醫手術，在站立鎮靜及局部麻醉下植入單顆螺絲。手術順利完成，並無出現併發症。
於馬季結束前冠軍人馬獎，「浪漫勇士」與香港三冠大賽得主「遨遊氣泡」以及季內八戰全捷的「嘉應高昇」，爭奪香港馬王資格。最終由嘉應高昇奪得。「浪漫勇士」則四度蟬聯最佳中距離馬。並以過半得票率蟬聯最受歡迎馬匹。

## 總賽績
| 日期 | 日期 | 日期 | 馬場     | 賽事名稱             | 賽事級別 | 獨贏賠率 | 名次/出馬 | 騎師   | 負磅(磅) | 路程（場地狀況）     | 完成時間 | 與頭馬距離 | 冠軍（亞軍） | 馬匹體重(磅) |
| ---- | ---- | ---- | -------- | -------------------- | -------- | -------- | --------- | ------ | -------- | -------------------- | -------- | ---------- | ------------ | ------------ |
| 2021 | 10   | 20   | 跑馬地   | 第四班讓賽           | 4        | 3.7      | 1/12      | 莫雷拉 | 126      | 草地1200米（好至快） | 1:09.48  | 1-1/2      | (銘記知心)   | 1109         |
| 2021 | 11   | 24   | 跑馬地   | 第四班讓賽           | 4        | 1.4      | 1/11      | 莫雷拉 | 133      | 草地1200米（好）     | 1:09.41  | 1          | (福滿寶)     | 1115         |
| 2021 | 12   | 18   | 沙田     | 第三班讓賽           | 3        | 2.4      | 1/12      | 莫雷拉 | 122      | 草地1200米（好）     | 1:09.00  | 1-3/4      | (穿甲鷹)     | 1121         |
| 2022 | 01   | 16   | 沙田     | 第三班讓賽           | 3        | 1.9      | 1/13      | 莫雷拉 | 130      | 草地1400米（好）     | 1:21.39  | 1-1/4      | (幸運有您)   | 1119         |
| 2022 | 01   | 30   | 沙田     | 香港經典一哩賽       | 4YO      | 4.9      | 1/14      | 田泰安 | 126      | 草地1600米（好）     | 1:33.80  | 1/2        | (加州星球)   | 1109         |
| 2022 | 02   | 27   | 沙田     | 香港經典盃           | 4YO      | 3.6      | 4/14      | 田泰安 | 126      | 草地1800米（好）     | 1:47.38  | 2-1/2      | 加州星球     | 1110         |
| 2022 | 03   | 20   | 沙田     | 寶馬香港打吡大賽2022 | 4YO      | 3.7      | 1/14      | 田泰安 | 126      | 草地2000米（好）     | 2:00.23  | 頭位       | (加州星球)   | 1113         |
| 2022 | 04   | 24   | 沙田     | 富衛保險女皇盃       | G1       | 1.8      | 1/10      | 田泰安 | 126      | 草地2000米（好至快） | 2:00.13  | 2          | (飛輪閃耀)   | 1115         |
| 2022 | 11   | 20   | 沙田     | 中銀香港馬會盃       | G2       | 2.2      | 1/9       | 麥道朗 | 128      | 草地2000米（好至快） | 1:59.23  | 1-1/4      | (飛輪閃耀)   | 1148         |
| 2022 | 12   | 11   | 沙田     | 浪琴香港盃           | G1       | 1.8      | 1/12      | 麥道朗 | 126      | 草地2000米（好）     | 1:59.70  | 4-1/2      | (野田小子)   | 1148         |
| 2023 | 01   | 29   | 沙田     | 董事盃               | G1       | 2        | 2/7       | 田泰安 | 126      | 草地1600米（好）     | 1:34.15  | 1          | 金鎗六十     | 1156         |
| 2023 | 02   | 26   | 沙田     | 花旗銀行香港金盃     | G1       | 1.5      | 2/7       | 田泰安 | 126      | 草地2000米（好至快） | 2:00.02  | 頭位       | 金鎗六十     | 1153         |
| 2023 | 04   | 30   | 沙田     | 富衛保險女皇盃       | G1       | 1.6      | 1/7       | 麥道朗 | 126      | 草地2000米（好）     | 2:01.92  | 2          | (先見)       | 1159         |
| 2023 | 05   | 28   | 沙田     | 渣打冠軍暨遮打盃     | G1       | 1.2      | 2/9       | 潘頓   | 126      | 草地2400米（好）     | 2:26.92  | 頸位       | 將王         | 1157         |
| 2023 | 10   | 07   | 費明頓   | 東寶錦標             | G1       | 1.6      | 4/16      | 麥道朗 | 130      | 草地2000米（好）     | 2:02.24  | 4          | 踏金行       | N/A          |
| 2023 | 10   | 28   | 滿利谷   | 立博覺士盾           | G1       | 2.8      | 1/12      | 麥道朗 | 130      | 草地2040米（好）     | 2:03.16  | 鼻位       | (樂觀派)     | N/A          |
| 2023 | 12   | 10   | 沙田     | 浪琴香港盃           | G1       | 2.3      | 1/11      | 麥道朗 | 126      | 草地2000米（好）     | 2:02.00  | 短馬頭位   | (盧森堡)     | 1157         |
| 2024 | 02   | 25   | 沙田     | 花旗銀行香港金盃     | G1       | 1.6      | 1/11      | 麥道朗 | 126      | 草地2000米（好）     | 2:00.31  | 頸位       | (遨遊氣泡)   | 1173         |
| 2024 | 06   | 02   | 東京     | 安田紀念賽           | G1       | 2.5      | 1/18      | 麥道朗 | 128      | 草地1600米（好）     | 1:32.30  | 1/2        | (匯兩川)     | 522公斤      |
| 2024 | 11   | 17   | 沙田     | 中銀香港馬會盃       | G2       | 1.1      | 1/11      | 麥道朗 | 128      | 草地2000米（好）     | 1:59.70  | 4-1/4      | (嘉應傳承)   | 1174         |
| 2024 | 12   | 08   | 沙田     | 浪琴香港盃           | G1       | 1.1      | 1/11      | 麥道朗 | 126      | 草地2000米（好）     | 2:00.51  | 1-1/2      | (自由島)     | 1183         |
| 2025 | 01   | 24   | 美丹     | 傑貝哈特錦標         | G1       | 1.5      | 1/8       | 麥道朗 | 126      | 草地1800米（好）     | 1:45.10  | 4-1/2      | (不露聲色)   | N/A          |
| 2025 | 02   | 22   | 安都拉茲 | 沙特盃               | G1       | 1.8      | 2/14      | 麥道朗 | 126      | 泥地1800米（快）     | 1:49.14  | 頸位       | 青春永駐     | N/A          |
| 2025 | 04   | 05   | 美丹     | 杜拜草地大賽         | G1       | 1.3      | 2/11      | 麥道朗 | 126      | 草地1800米（好）     | 1:45.84  | 0.01       | 神志勇進     | N/A          |

注：日本中央競馬會於賽事當日公佈體重，單位以公斤為準。澳洲、阿聯酋以及沙地阿拉伯賽事規例並無公佈馬匹體重。

## 在港勝出賽事全紀錄
| 比賽日期   | 賽事名稱         | 賽事班次 | 賽道 | 賽事路程 | 比賽馬場   | 名次 | 完成時間 | 騎師   |
| ---------- | ---------------- | -------- | ---- | -------- | ---------- | ---- | -------- | ------ |
| 20/10/2021 | 第四班讓賽       | 第四班   | 草地 | 1200米   | 跑馬地馬場 | 1    | 1:09.48  | 莫雷拉 |
| 24/11/2021 | 第三班讓賽       | 第四班   | 草地 | 1200米   | 跑馬地馬場 | 1    | 1:09.41  | 莫雷拉 |
| 18/12/2021 | 第三班讓賽       | 第三班   | 草地 | 1200米   | 沙田馬場   | 1    | 1:09.00  | 莫雷拉 |
| 16/01/2022 | 第三班讓賽       | 第三班   | 草地 | 1400米   | 沙田馬場   | 1    | 1:21.39  | 莫雷拉 |
| 30/01/2022 | 香港經典一哩賽   | 四歲馬   | 草地 | 1600米   | 沙田馬場   | 1    | 1:33.80  | 田泰安 |
| 20/03/2022 | 香港打吡大賽     | 四歲馬   | 草地 | 2000米   | 沙田馬場   | 1    | 2:00.23  | 田泰安 |
| 24/04/2022 | 富衛保險女皇盃   | G1       | 草地 | 2000米   | 沙田馬場   | 1    | 2:00.13  | 田泰安 |
| 20/11/2022 | 馬會盃           | G2       | 草地 | 2000米   | 沙田馬場   | 1    | 1:59:23  | 麥道朗 |
| 11/12/2022 | 浪琴香港盃       | G1       | 草地 | 2000米   | 沙田馬場   | 1    | 1:59.70  | 麥道朗 |
| 30/04/2023 | 富衛保險女皇盃   | G1       | 草地 | 2000米   | 沙田馬場   | 1    | 2:01.92  | 麥道朗 |
| 10/12/2023 | 浪琴香港盃       | G1       | 草地 | 2000米   | 沙田馬場   | 1    | 2:02.00  | 麥道朗 |
| 25/02/2024 | 花旗銀行香港金盃 | G1       | 草地 | 2000米   | 沙田馬場   | 1    | 2:00.31  | 麥道朗 |
| 28/04/2024 | 富衛保險女皇盃   | G1       | 草地 | 2000米   | 沙田馬場   | 1    | 2:01.02  | 麥道朗 |
| 17/11/2024 | 中銀香港馬會盃   | G2       | 草地 | 2000米   | 沙田馬場   | 1    | 1:59.70  | 麥道朗 |
| 08/12/2024 | 浪琴香港盃       | G1       | 草地 | 2000米   | 沙田馬場   | 1    | 2:00.51  | 麥道朗 |

## 在港一級賽出賽全紀錄
| 比賽日期   | 賽事名稱         | 賽事班次 | 賽道 | 賽事路程 | 比賽馬場 | 名次 | 完成時間 | 騎師   |
| ---------- | ---------------- | -------- | ---- | -------- | -------- | ---- | -------- | ------ |
| 24/04/2022 | 富衛保險女皇盃   | G1       | 草地 | 2000米   | 沙田馬場 | 1    | 2:00.13  | 田泰安 |
| 11/12/2022 | 浪琴香港盃       | G1       | 草地 | 2000米   | 沙田馬場 | 1    | 1:59.70  | 麥道朗 |
| 29/01/2023 | 董事盃           | G1       | 草地 | 1600米   | 沙田馬場 | 2    | 1:34.15  | 田泰安 |
| 26/02/2023 | 花旗銀行香港金盃 | G1       | 草地 | 2000米   | 沙田馬場 | 2    | 2:00.02  | 田泰安 |
| 30/04/2023 | 富衛保險女皇盃   | G1       | 草地 | 2000米   | 沙田馬場 | 1    | 2:01.92  | 麥道朗 |
| 29/05/2023 | 渣打冠軍暨遮打盃 | G1       | 草地 | 2400米   | 沙田馬場 | 2    | 2:26.92  | 潘頓   |
| 10/12/2023 | 浪琴香港盃       | G1       | 草地 | 2000米   | 沙田馬場 | 1    | 2:02.00  | 麥道朗 |
| 25/02/2024 | 花旗銀行香港金盃 | G1       | 草地 | 2000米   | 沙田馬場 | 1    | 2:00.31  | 麥道朗 |
| 28/04/2024 | 富衛保險女皇盃   | G1       | 草地 | 2000米   | 沙田馬場 | 1    | 2:01.02  | 麥道朗 |
| 08/12/2024 | 浪琴香港盃       | G1       | 草地 | 2000米   | 沙田馬場 | 1    | 2:00.51  | 麥道朗 |

## 在港以外大賽出賽全紀錄
| 比賽日期   | 賽事名稱     | 賽事班次 | 賽道 | 賽事路程 | 比賽馬場     | 名次 | 完成時間 | 騎師   |
| ---------- | ------------ | -------- | ---- | -------- | ------------ | ---- | -------- | ------ |
| 07/10/2023 | 東寶錦標     | G1       | 草地 | 2000米   | 費明頓馬場   | 4    | 2:02.24  | 麥道朗 |
| 28/10/2023 | 立博覺士盾   | G1       | 草地 | 2040米   | 滿利谷馬場   | 1    | 2:03.16  | 麥道朗 |
| 02/06/2024 | 安田紀念賽   | G1       | 草地 | 1600米   | 東京競馬場   | 1    | 1:32.30  | 麥道朗 |
| 24/01/2025 | 傑貝哈特錦標 | G1       | 草地 | 1800米   | 美丹馬場     | 1    | 1:45.10  | 麥道朗 |
| 22/02/2025 | 沙特盃       | G1       | 泥地 | 1800米   | 安都拉茲馬場 | 2    | 1:49.14  | 麥道朗 |
| 05/04/2025 | 杜拜草地大賽 | G1       | 草地 | 1800米   | 美丹馬場     | 2    | 1:45.85  | 麥道朗 |

## 伴同馬浪漫風采
目前「浪漫勇士」每一次遠征海外時，均由同由劉栢輝擁有的的「浪漫風采」陪同。「浪漫風采」（英語：Romantic Charm）為2022-2023年馬季引進的自購馬，曾於澳洲贏出二級賽沙丘園堅尼。「浪漫風采」來港後未取一勝，香港出賽15次取下兩亞一季。2024年1月24日發生墮馬事件，幸好馬匹並非致命傷，但亦導致騎師何澤堯受傷，需要休養一段時間。「浪漫風采」於2023-2024年馬季結束後退役，並留在沈集成馬房，繼續陪同「浪漫勇士」。

## 外部連結
- . 2022-01-30  [2022-01-30]. （原始内容存档于2022-04-04）.
- . 2022-03-20  [2022-03-20]. （原始内容存档于2022-04-22）.
- . 2022-04-24  [2022-04-24]. （原始内容存档于2022-04-29）.
- . 2022-11-20  [2022-11-20]. （原始内容存档于2022-11-28）.
- . 2022-12-11  [2022-12-11]. （原始内容存档于2024-03-13）.
- . 2023-04-30  [2023-04-30]. （原始内容存档于2024-07-12）.
- . 2023-10-05  [2023-10-05]. （原始内容存档于2024-03-13）.
- . 2023-10-07  [2023-10-07]. （原始内容存档于2024-03-13）.
- . 2023-10-24  [2023-10-24]. （原始内容存档于2024-03-13）.
- . 2023-10-26  [2023-10-26]. （原始内容存档于2024-03-13）.
- . 2023-10-27  [2023-10-27]. （原始内容存档于2024-03-13）.
- . 2023-10-28  [2023-10-28]. （原始内容存档于2024-03-13）.
- . 2023-12-10  [2023-12-10]. （原始内容存档于2024-03-13）.
- . 2024-02-25  [2024-02-25]. （原始内容存档于2024-03-13）.
- . 2024-04-28  [2024-04-28]. （原始内容存档于2024-05-07）.
- . 2024-05-21  [2024-05-21]. （原始内容存档于2024-06-19）.
- . 2024-05-30  [2024-05-30]. （原始内容存档于2024-06-19）.
- . 2024-05-31  [2024-05-31]. （原始内容存档于2024-06-19）.
- . 2024-06-02  [2024-06-02]. （原始内容存档于2024-06-19）.
- . 2024-11-17  [2024-11-17].
- . 2024-12-08  [2024-12-08].